# زوم کورپوریشن
زوم کورپوریشن (انگلیسی: Zoom Corporation) شرکت الکترونیک ژاپنی است، که در سال ۱۹۸۳ تأسیس شد.